# Seminole (Texas)
Seminole  è un comune degli Stati Uniti d'America, capoluogo di contea della Contea di Gaines, nello Stato del Texas. Al censimento del 2000 possedeva una popolazione di 5.910 abitanti, passati a 6.057 secondo una stima del 2007.